# 하라사토촌
하라사토촌(原里村)은 시즈오카현의 북동, 슨토군에 속했던 촌이다. 현재의 고텐바시에 해당한다.
1955년에 주변 정촌과 함께 고텐바시에 편입되었다.

## 지리
미쿠리야 지방의 중심부에 위치한다. 하라사토촌의 이름은 '하라리(原里)'는 에도시대의 지역 구분인 '미쿠리야 원방조합'에서 착안한 지명이다.

## 역사
- 1889년 4월 1일 - 정촌제 시행에 의해 슨토군 하라사토촌이 성립하였다.
- 1955년 2월 11일 - 고텐바정, 다마호촌, 인노촌, 후지오카촌과 합병해 고텐바시가 성립하여, 동일 하라사토촌은 폐지되었다.

## 교통

### 철도
- 일본국유철도
  - 고텐바선